# Virginie Nguyen Hoang
Virginie Nguyen Hoang est une photojournaliste belge née en 1987 à Bruxelles, .

## Travail de photographe
Ses photographies sont diffusées dans les agences AFP, Associated Press et depuis 2011 au sein de la plateforme collaborative du Studio Hans Lucas.
Basé sur le témoignage et l'enquête, son travail photographique est réalisé sur les terrains de l'actualité ou dans les zones de tension (Afrique de l'Ouest, Europe, Moyen-Orient, Europe),.
En parallèle, elle poursuit un travail sociétal sur la famille et l'immigration et collabore, avec plusieurs rédactions, ELLE, Libération, Le Monde, New York Times, The Times, Le Parisien et VSD.

## Prix et récompenses
- 2012, elle reçoit un Nikon Press Award Benelux dans la catégorie Young Promising photographer - Stories avec son sujet sur les Roms à Bruxelles[1].
- 2014, mention spéciale au Prix Roger-Pic de la Scam avec son sujet « Gaza, the aftermath »[5].
- 2016, Prix Bayeux-Calvados des correspondants de guerre dans la catégorie « Jeune Reporter » aux côtés de Dastane Altair[6],[7],[8]
- 2016, lauréate de la Bourse Vocatio en Belgique.
- 2016, son travail sur Gaza reçoit la 3e place du prix MIFA dans la catégorie Editorial- photo essay.
- 2017, « Gaza, the aftermath » reçoit une mention honorable au Siena International Photography Awards.
- 2018, Lauréate du Prix Ani-Pixtrakk 2018 avec « Gaza, the aftermath ».
- 2018, Deuxième place dans la catégorie « People » du « Tokyo International Foto Award » avec une image de Gaza.
- 2019, Lauréate du Prix de la Citoyenneté de la Fondation P&V

## Expositions
- 2010 : « Les Roms au-delà de la stigmatisation », ERGO network office, Bruxelles.
- 2011 : « Les Roms debouts », Bois du Cazier, Charleroi.
- 2011 : « Sweet Home », Parlement Bruxellois, Brussels 2011, « Les Roms debouts », Bois du Cazier, Charleroi.
- 2012 : « Exposition du collectif HUMA », Appart gallery, Bruxelles[9]
- 2014 : « Le Caire : les oubliés de la révolution »[10], IHECS, Bruxelles.
- 2015 : « Gaza, the aftermath », Zoom photofestival de Chicoutimi, Saguenay Canada[11].
- 2016 : « Gaza, the aftermath », Prix Bayeux-Calvados des correspondants de guerre, MAHB Museum[12].
- 2017 : « L'arc-en-ciel de Gaza », Saison photographique de l'Abbaye de l'Epau ", Yvré-Lévêques[13].
- 2017 : « Je Suis Humain », La fonderie, exposition collective du Collectif HUMA.
- 2018 : « Virginie Nguyen Hoang», Art Studio Galery, Liège.
- 2021 : Sur le front syrien, Véronique de Viguerie et Virginie Nguyen Hoang, Musée de la Résistance et du Combattant, Montauban, 18 mai au 19 novembre [14].

## Publications
- Gaza, the aftermath, CDP éditions, 2016[15]
- Spécial, auto éditions Special Olympics Belgium et Huma, 2015.
- «Wars Is Bitch», émissions l'Autre JT, France24[16].